# Gawia (wieś)
Gawia (biał. Гаўя, Hauja; ros. Гавья, Gawja) – wieś na Białorusi, w obwodzie grodzieńskim, w rejonie iwiejskim, w sielsowiecie Lipniszki.
Znajduje się tu stacja kolejowa na linii Lida – Mołodeczno. Od 1915 roku do II wojnie światowej ze stacji do Iwii prowadziła kolej wąskotorowa.
Pierwsza wzmianka o miejscowości pochodzi z 1562 roku.